# Atropellis
Atropellis is een geslacht van schimmels behorend tot de familie Godroniaceae. Het geslacht werd voor het eerst in 1926 beschreven door Naumov. De typesoort is Atropellis pinicola, maar deze is later overgezet naar het geslacht Godronia als Godronia zelleri.

## Soorten
Volgens Index Fungorum telt dit geslacht drie soorten (peildatum maart 2022):
| Soortnaam            | Auteur(s)                              | Publicatiejaar |
| -------------------- | -------------------------------------- | -------------- |
| Atropellis apiculata | M.L. Lohman, E.K. Cash & R.W. Davidson | 1942           |
| Atropellis piniphila | (Weir) M.L. Lohman & E.K. Cash         | 1940           |
| Atropellis tingens   | M.L. Lohman & E.K. Cash                | 1940           |